# Улица Кабушкина
Улица Кабушкина — улица в Заводском районе Минска.

## История
Названа в честь Ивана Константиновича Кабушкина (1915—1943), участника Минского подполья в годы Великой Отечественной войны, Героя Советского Союза, замученного в фашистских застенках.

## Расположение
Находится в Заводском районе

## Описание
От Партизанского проспекта (перекрёсток, станция метро «Автозаводская») в противоположных направлениях идут улица Радиальная и улица Кабушкина.
Почти параллельно проходит переулок Кабушкина, также начинающийся от Партизанского проспекта.
Улица Кабушкина пересекает улицу Машиностроителей, реку Свислочь (возле Чижовского водохранилища) и, в районе ответвления улицы Уборевича, переходит в улицу Ташкентскую (парк 900-летия города Минска).

## Объекты
Дома и строения: 1, 5, 16, 18, 20, 22, 24, 26, 26/А, 27, 28, 30, 32, 34, 36, 38, 45, 47, 48, 49, 50/A, 51, 52, 53, 54, 54/А, 57, 59, 59/А, 62, 64, 66, 66/А, 68, 70, 72, 74, 76, 78/2, 78/1, 80, 82, 84, 86, 86/А, 88, 90, 90/2, 92, 94/1, 94/2, 98
- 59/А — Белорусский государственный педагогический университет имени М.Танка (БГПУ). Факультет дошкольного образования[3]
- 82 — Детский сад № 269[4]
- 86 — Бассейн «Детский юношеский клуб № 20»[5]
- 90 — Школа-интернат № 10[6][7]

## Транспорт
- Троллейбус: 16, 17, 19, 26, 50, 92
- Автобус: 16, 21, 22, 112а, 186
- Маршрутное такси: 1211